# 홍경준
홍경준(1979년 10월 4일 ~ )은 대한민국의 코미디언이다. 2004년 KBS 19기 공채 개그맨으로 데뷔하였다.

## 학력
- 경성대학교 연극영화과

## 방송
- 《폭소클럽》

《3.6.9》
- 《개그콘서트》

〈이글파이브〉
〈수능 박선생〉
〈봉숭아학당〉- 전국꼴등역할
〈괜찮은 명훈이〉
〈노 브레인 - 원제: 잘부탁드립니다〉
〈패션 7080〉
〈개그맨〉
〈국가대표〉
〈디테일 김〉
- EBS 《로봇파워》(진행)
- Comedy TV 《크게 될 스타》(진행)
- tvN 《코미디빅리그 1》(개통령)
- tvN 《코미디빅리그 2》(배꼽빼리아, 개통령 보조출연)
- tvN 《코미디빅리그 3》(개통령)
- Today 《연애 & 스포츠》(진행)
- Chanel A 《연예인사이드》(리포터)

## 같이 보기
- 윤형빈
- 송병철
- 정경미
- 박휘순
- 오지헌
- 박준형
- 정종철
- 유상무
- 유세윤
- 장동민
- 이재훈
- 김인석
- 김재우
- 문규박